# بول هيرش (سياسي)
بول هيرتش (17 نوفمبر 1868- 1 أغسطس 1940) هو سياسي ألماني وعضو في الحزب الاشتراكي الديموقراطي شغل منصب رئيس وزراء بروسيا من عام 1918 وحتى 1920. ولد هيرتش في برينزالو وتوفي في برلين. ذكر اسمه كواحد من السياسين اليهود الذين انتقدوا جمهورية فايمار في الفيلم الدعائي النازي «اليهودي الأبدي» من إنتاج فريتز هيبلر.

## روابط خارجية
- بول هيرتش على موقع قاعدة بيانات الأفلام السويدية (السويدية)